# Kommuner i provinsen Pontevedra

Kommunkarta.

Kommunkarta, kommunerna färgade efter comarcas.

Kommunerna i Pontevedraprovinsen är 62 till antalet. Pontevedraprovinsen hör till den autonoma regionen Galicien i Spanien.
Provinskod: 36
I tabellen anges INE-kod, namn, yta i km², befolkning år 2011 och befolkningstäthet inv/km².
| Kod | Kommun               | Yta km² | Befolkning (2011) | Täthet inv/km² |
| --- | -------------------- | ------- | ----------------- | -------------- |
| 001 | Arbo                 | 43,3    | 3741              | 86,4           |
| 002 | Barro                | 37,7    | 3668              | 97,29          |
| 003 | Baiona               | 35,35   | 12258             | 346,76         |
| 004 | Bueu                 | 30,8    | 12348             | 400,91         |
| 005 | Caldas de Reis       | 68,16   | 10060             | 147,59         |
| 006 | Cambados             | 23,44   | 13946             | 594,97         |
| 007 | Campo Lameiro        | 63,82   | 2036              | 31,9           |
| 008 | Cangas               | 38,1    | 26121             | 685,59         |
| 009 | A Cañiza             | 108,1   | 6461              | 59,77          |
| 010 | Catoira              | 29,1    | 3489              | 119,9          |
| 902 | Cerdedo-Cotobade     | 214,52  | 5705              | 26,59          |
| 013 | Covelo               | 124     | 3235              | 26,09          |
| 014 | Crecente             | 57,5    | 2533              | 44,05          |
| 015 | Cuntis               | 79,8    | 5066              | 63,48          |
| 016 | Dozón                | 74,2    | 1744              | 23,5           |
| 017 | A Estrada            | 281     | 21759             | 77,43          |
| 018 | Forcarei             | 167,7   | 4044              | 24,11          |
| 019 | Fornelos de Montes   | 83,1    | 2002              | 24,09          |
| 020 | Agolada              | 147,85  | 2926              | 19,79          |
| 021 | Gondomar             | 74,5    | 13973             | 187,56         |
| 022 | O Grove              | 21,89   | 11241             | 513,52         |
| 023 | A Guarda             | 20,5    | 10484             | 511,41         |
| 901 | A Illa de Arousa     | 7       | 4928              | 703,86         |
| 024 | Lalín                | 326,83  | 21127             | 64,64          |
| 025 | A Lama               | 111,76  | 2976              | 26,63          |
| 026 | Marín                | 36,68   | 25864             | 705,13         |
| 027 | Meaño                | 28      | 5444              | 194,43         |
| 028 | Meis                 | 51,8    | 4988              | 96,29          |
| 029 | Moaña                | 31,5    | 19336             | 613,84         |
| 030 | Mondariz             | 85,8    | 5081              | 59,22          |
| 031 | Mondariz-Balneario   | 2,4     | 730               | 304,17         |
| 032 | Moraña               | 41,5    | 4398              | 105,98         |
| 033 | Mos                  | 52      | 14942             | 287,35         |
| 034 | As Neves             | 66      | 4400              | 66,67          |
| 035 | Nigrán               | 34,9    | 17879             | 512,29         |
| 036 | Oia                  | 83      | 3179              | 38,3           |
| 037 | Pazos de Borbén      | 50      | 3192              | 63,84          |
| 038 | Pontevedra           | 117     | 82400             | 704,27         |
| 039 | O Porriño            | 61,2    | 18075             | 295,34         |
| 040 | Portas               | 22,73   | 3070              | 135,06         |
| 041 | Poio                 | 34,16   | 16501             | 483,05         |
| 042 | Ponteareas           | 125     | 23561             | 188,49         |
| 043 | Ponte Caldelas       | 87      | 6319              | 72,63          |
| 044 | Pontecesures         | 6,7     | 3136              | 468,06         |
| 045 | Redondela            | 51,9    | 30006             | 578,15         |
| 046 | Ribadumia            | 19,7    | 5107              | 259,24         |
| 047 | Rodeiro              | 154,2   | 3034              | 19,68          |
| 048 | O Rosal              | 83,21   | 6613              | 79,47          |
| 049 | Salceda de Caselas   | 35,9    | 8665              | 241,36         |
| 050 | Salvaterra de Miño   | 62,5    | 9546              | 152,74         |
| 051 | Sanxenxo             | 44      | 17586             | 399,68         |
| 052 | Silleda              | 169     | 9199              | 54,43          |
| 053 | Soutomaior           | 24,97   | 7223              | 289,27         |
| 054 | Tomiño               | 106,51  | 13604             | 127,73         |
| 055 | Tui                  | 68,3    | 17236             | 252,36         |
| 056 | Valga                | 40,72   | 6103              | 149,88         |
| 057 | Vigo                 | 109,6   | 297241            | 2712,05        |
| 058 | Vilaboa              | 36,9    | 6024              | 163,25         |
| 059 | Vila de Cruces       | 153,5   | 6325              | 41,21          |
| 060 | Vilagarcía de Arousa | 47,14   | 37903             | 804,05         |
| 061 | Vilanova de Arousa   | 35,85   | 10614             | 296,07         |